# North-American Interfraternity Conference
Die North-American Interfraternity Conference (NIC, nordamerikanische verbindungsübergreifende Versammlung), gegründet am 27. November 1909 als Interfraternity Conference, ist ein Interessenverband männlicher Studentenverbindungen der nordamerikanischen Fraternities und Sororities.
Obwohl der Verband bereits am 27. November 1909 gegründet worden war, wurden die Institutionen erst 1910 eingerichtet. Das höchste Organ ist dabei die Abgeordnetenversammlung (House of Delegates), zu der jede Verbindung einen Vertreter bestellt. Die ausführende Gewalt liegt in den Händen des gewählten Vorstandes (Board of Directors), der aus neun ehrenamtlichen Mitgliedern verschiedener Verbindung besteht. Die Zentrale des Verbandes befindet sich in Indianapolis, dort bei der Dachorganisation sind einige hauptamtliche Organisatoren beschäftigt.
Zur Zielsetzung des NICs gehört unter anderem, gemeinschaftliche Aktionen der Studentenverbindungen zu den verschiedensten Anlässen zu fördern, Angelegenheiten und Verfahren der Mitgliedsorganisationen zu untersuchen, Tatsachen zu ermitteln und Zahlenmaterial zu sammeln und den Mitgliedsverbänden in geeigneter Form zur Verfügung zu stellen (“but not be limited to, promotion of cooperative action in dealing with fraternity matters of mutual concern, research in areas of fraternity operations and procedures, fact-finding and data gathering, and the dissemination of such data to the member fraternities.”). Die Tätigkeit des Dachverbandes darf allerdings keinesfalls die Rechte der Mitgliedsverbände zu deren eigener Selbstverwaltung behindern oder in Frage stellen (“[c]onference action shall not in any way abrogate the right of its member fraternities to self-determination.”).
Zum NIC gehörten im Jahr 2007 insgesamt 69 Mitgliedsverbindungen, denen mehr als 5.500 Ortsverbindungen (Chapter) an mehr als 800 Hochschulen der USA und in Kanada angeschlossen sind, die insgesamt etwa 350.000 Verbindungsstudenten fördern. Der ursprüngliche Name Interfraternity Conference wurde 1931 in National Interfraternity Conference geändert. Um die kanadischen Verbindungen angemessen repräsentieren zu können, wurde der Name im Jahr 1999 schließlich auf North-American Interfraternity Conference geändert.

## Mitgliedsverbindungen
| Verbindung           | Gründungs- datum | Aktive Gruppen | Studenten- vertretungen | Studenten- mitglieder | Gesamte Mitgliedschaft |
| -------------------- | ---------------- | -------------- | ----------------------- | --------------------- | ---------------------- |
| Acacia               | 1904             | 34             | 93                      |                       | 44.000                 |
| Alpha Chi Rho        | 1895             | 41             | 93                      |                       | 30.500                 |
| Alpha Delta Gamma    | 1924             | 11             | 27                      |                       |                        |
| Alpha Delta Phi      | 1832             | 30             | 51                      |                       |                        |
| Alpha Epsilon Pi     | 1913             | 134            | 235                     |                       | 82.000                 |
| Alpha Gamma Rho      | 1904             | 72             |                         |                       | 65.000                 |
| Alpha Gamma Sigma    | 1923             | 8              |                         |                       |                        |
| Alpha Kappa Lambda   | 1914             | 30             | 79                      |                       |                        |
| Alpha Phi Alpha      | 1906             |                | 414                     |                       | 175.000                |
| Alpha Phi Delta      | 1914             |                | 98                      |                       |                        |
| Alpha Sigma Phi      | 1845             | 66             |                         |                       | 42.000                 |
| Alpha Tau Omega      | 1865             | 132            | 250                     | 6.500                 | 181.000                |
| Beta Chi Theta       | 1999             | 11             |                         |                       | 400                    |
| Beta Sigma Psi       | 1925             | 10             | 25                      |                       |                        |
| Beta Theta Pi        | 1839             | 122            |                         | 5.911                 | 183.769                |
| Chi Phi              | 1854             | 58             | 113                     |                       | 60.000                 |
| Chi Psi              | 1841             | 31             |                         |                       |                        |
| Delta Chi            | 1890             | 126            |                         |                       | 94.000                 |
| Delta Kappa Epsilon  | 1844             | 52             |                         |                       |                        |
| Delta Phi            | 1827             | 15             |                         |                       |                        |
| Delta Psi            | 1847             | 10             |                         |                       |                        |
| Delta Sigma Phi      | 1899             | 105            |                         | 4.500                 | 110.000                |
| Delta Tau Delta      | 1858             | 117            |                         | 6.031                 | 150.590                |
| Delta Upsilon        | 1834             | 84             | 151                     |                       | 110.000                |
| FarmHouse            | 1905             | 33             | 42                      |                       |                        |
| Iota Nu Delta        | 1994             | 10             | 10                      |                       |                        |
| Iota Phi Theta       | 1963             |                |                         |                       | 30.000                 |
| Kappa Alpha Order    | 1865             | 128            |                         | 5.000                 | 141.000                |
| Kappa Alpha Psi      | 1911             |                |                         |                       | 150.000                |
| Kappa Alpha Society  | 1825             | 7              | 14                      |                       |                        |
| Kappa Delta Phi      | 1900             | 14             | 31                      |                       |                        |
| Kappa Delta Rho      | 1905             | 36             | 75                      |                       |                        |
| Lambda Chi Alpha     | 1909             | 190            | 300                     | 10.000                | 258.000                |
| Lambda Phi Epsilon   | 1981             |                | 48                      |                       |                        |
| Lambda Sigma Upsilon | 1979             |                | 41                      |                       |                        |
| Lambda Theta Phi     | 1975             |                | 93                      |                       |                        |
| Omega Delta Phi      | 1987             | 34             |                         |                       |                        |
| Phi Beta Sigma       | 1914             |                |                         |                       |                        |
| Phi Gamma Delta      | 1848             | 114            |                         | 6.500                 | 162.000                |
| Phi Iota Alpha       | 1931             | 52             | 71                      |                       |                        |
| Phi Kappa Psi        | 1852             | 114            |                         |                       |                        |
| Phi Kappa Sigma      | 1850             | 48             | 120                     |                       |                        |
| Phi Kappa Tau        | 1906             | 94             | 145                     |                       | 85.000                 |
| Phi Kappa Theta      | 1959             | 49             |                         |                       |                        |
| Phi Lambda Chi       | 1920             | 8              | 16                      |                       |                        |
| Phi Mu Delta         | 1918             | 11             | 38                      |                       |                        |
| Phi Sigma Kappa      | 1873             | 79             |                         | 2.500                 | 115.000                |
| Phi Sigma Phi        | 1988             | 9              |                         |                       |                        |
| Pi Kappa Alpha       | 1868             | 208            |                         |                       | 220.000                |
| Pi Kappa Phi         | 1904             | 142            | 211                     | 6.801                 | 101.006                |
| Pi Lambda Phi        | 1895             | 38             | 120                     |                       |                        |
| Psi Upsilon          | 1833             | 23             | 45                      |                       |                        |
| Sigma Alpha Epsilon  | 1856             | 225            | 294                     | 8.200                 | 280.000                |
| Sigma Alpha Mu       | 1909             | 69             |                         |                       |                        |
| Sigma Beta Rho       | 1996             | 35             |                         |                       |                        |
| Sigma Chi            | 1855             | 222            |                         | 11.343                | 263.975                |
| Sigma Lambda Beta    | 1986             | 105            |                         |                       |                        |
| Sigma Nu             | 1869             | 181            |                         |                       | 214.000                |
| Sigma Phi Delta      | 1924             | 13             |                         |                       |                        |
| Sigma Phi Epsilon    | 1901             | 257            |                         | 14.353                | 262.000                |
| Sigma Phi Society    | 1827             | 9              |                         |                       |                        |
| Sigma Pi             | 1897             | 133            | 222                     |                       | 86.000                 |
| Sigma Tau Gamma      | 1920             | 67             |                         |                       | 50.000                 |
| Tau Delta Phi        | 1910             | 6              | 63                      |                       |                        |
| Tau Epsilon Phi      | 1910             | 30             | 46                      |                       |                        |
| Tau Kappa Epsilon    | 1899             | 273            | 466                     | 9.432                 | 245.804                |
| Theta Chi            | 1856             | 131            | 216                     |                       | 161.585                |
| Theta Delta Chi      | 1847             | 29             | 66                      |                       | 46.000                 |
| Theta Xi             | 1864             | 52             | 114                     |                       |                        |
| Triangle             | 1907             | 32             | 45                      |                       |                        |
| Zeta Beta Tau        | 1898             | 71             |                         |                       | 110.000                |
| Zeta Psi             | 1847             | 51             | 81                      |                       | 20.000                 |

Seit 2002 haben Kappa Sigma, Phi Delta Theta und Phi Sigma Kappa die Mitgliedschaft bei der NIC aufgrund von Differenzen beendet. Phi Sigma Kappa hat sich dem NIC 2006 wieder angeschlossen.